# Pierre Cérou
Pour les articles homonymes, voir Cérou.
 (mars 2017).
Pierre Cérou, né à Gignac (Lot) le 7 juillet 1709, où il est mort le 15 décembre 1797, est un homme de théâtre français.
Auteur de trois pièces de théâtre, le chevalier Pierre Cérou a été le précepteur de l’infante d’Espagne Marie-Isabelle de Bourbon-Parme, petite-fille de Louis XV. Il connaît au XVIIIe siècle un succès notable avec sa comédie L’Amant, auteur et valet. Avec l’arrivée du drame romantique il sombre dans un oubli complet. Ce n’est qu’en 1978 que l’université américaine d’Exeter le remet en lumière en inscrivant sa comédie au programme des étudiants en littérature française. En France, cette œuvre a été oubliée pendant près de deux siècles, mais elle a été rééditée en mai 2007, accompagnée d’une biographie, d’une étude historique de l’œuvre et d’une notice littéraire.

## Biographie

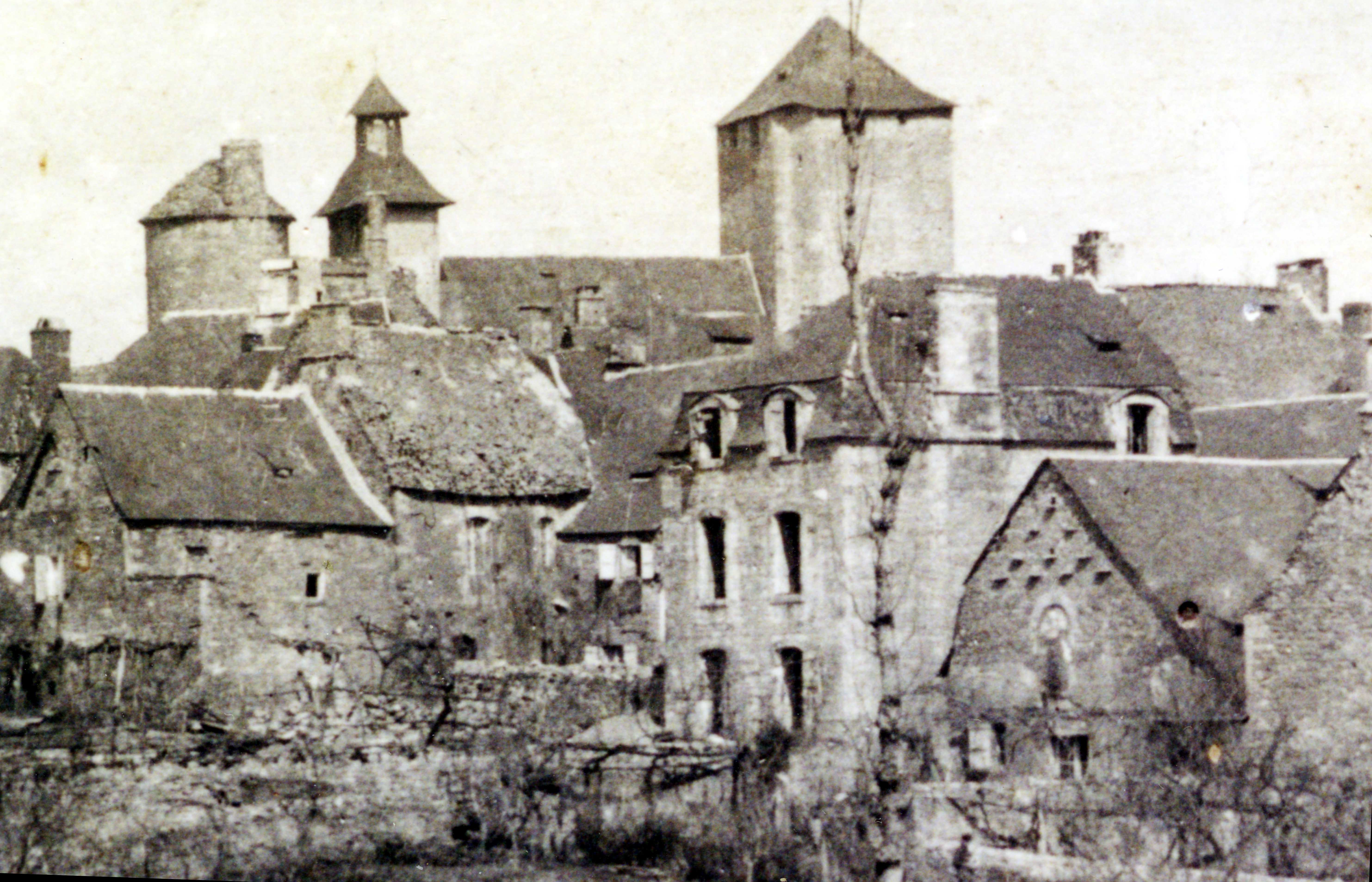
Maison de Pierre Cérou (détruite en 1905)

Pierre Cérou est né à Gignac (Lot) le 7 juillet 1709. La maison familiale, imposante avec son toit à la Mansard, était située au centre du bourg, près de la halle aux grains. Elle a été utilisée comme maison d’école après la mort du docteur Joseph de Cérou le 31 août 1866, puis détruite en 1904. Sur son emplacement a été construite en 1905-1906 l’école actuelle.
Pierre Cérou, fils cadet de Jean Cérou, bourgeois de Gignac, fait ses études à Brive, dans le Collège  que dirigent alors les Pères de la doctrine chrétienne. À 16 ans, il part pour Paris, au Collège Sainte-Barbe dirigé par Simon Ménassier. À 20 ans, il obtient, lors de la distribution des prix présidée par Rollin, les quatre principaux prix.

### Précepteur
C’est sans doute grâce à Rollin qu’il devient précepteur dans la famille Riquet de Caraman, descendant du créateur du canal du Midi. Le 8 février 1740, sa première comédie L’Amant auteur et valet est jouée au Théâtre-Italien. La pièce obtient un très grand succès.
Il quitte Paris pour devenir précepteur dans la famille Riquet de Monrepos, avocat général au Parlement de Toulouse. Il retrouve dans la ville rose son frère aîné, Joseph, docteur en médecine, capitoul pour le quartier du Pont-Vieux.
En 1742, l’infant don Philippe, né du second mariage de Philippe V, roi d’Espagne, avec Élisabeth Farnèse, se rend d’Espagne en Italie. Il s’arrête quelques jours à Montpellier. Le duc de Richelieu, gouverneur du Languedoc, fait préparer une réception solennelle en l’honneur de l’infant qui arrive à Montpellier le 24 mars 1742 à 7 heures du soir. Il en repartira le 28 mars.
Pierre Cérou est envoyé par Jean Riquet de Monrepos à Montpellier pour saluer de sa part l’infant et lui offrir des chiens de chasse.
Ce soir-là, Pierre Cérou fait la connaissance de Guillaume Léon du Tillot, garçon de chambre du prince, qui sera intendant général, puis premier ministre, quand l’infant deviendra duc de Parme (1748, traité d'Aix-la-Chapelle). Guillaume Léon du Tillot organise une entrevue entre l’infant et Pierre Cérou.

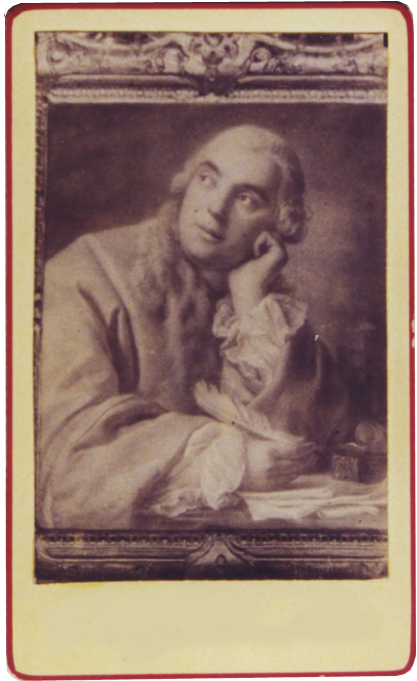
Pierre Cérou (photo XIXe s d'un pastel du XVIIIe s)

Quand l’infant devient duc de Parme, en 1748, du Tillot propose à Pierre Cérou d’instruire la jeune princesse Isabelle, en particulier au niveau de l’histoire, de la langue française et des lettres, et d’être le contrôleur de la maison royale, des palais et des écuries. Il devient alors un personnage important à la cour du duc de Parme.
Lorsque l’éducation de l’infante est terminée, en 1758, Pierre Cérou quitte la cour de Parme, apparemment pour des raisons politiques. En effet don Philippe, duc de Parme, comptait devenir roi de Naples à la mort de son frère Ferdinand VI, roi d’Espagne. Il avait fait part de son intention d’amener avec lui, à Naples, Guillaume du Tillot et son ami Pierre Cérou. Mais le pape Clément XIII s’oppose à ce projet : il avait eu des démêlés avec Guillaume du Tillot, ministre de Parme, et les jésuites dénoncent aux cours de Paris et de Madrid Pierre Cérou comme étant un hérétique. Ils élèvent contre lui des protestations.
Pierre Cérou préfère se retirer. Le duc de Parme le récompense avec largesse, pour les services rendus à la cour de Parme. Il lui offre un anneau d’or, avec son portrait entouré de diamants, et lui fait remettre une gratification de 50 000 livres.
L’abbé de Condillac devient le précepteur du jeune prince.

### Chevalier de Vielfour
Pierre Cérou revient dans son village natal, s’installe à Brive, puis au château de Jayle, près de Malemort (Corrèze).Pendant la Révolution Pierre Cérou doit quitter le château de Jayle qui va, en grande partie, être démoli. Il se réfugie dans une petite maison qu’il possédait à Vielfour, un hameau de la paroisse de Gignac en Quercy. Désormais les habitants de Gignac vont l’appeler le chevalier de Vielfour.
Le 15 avril 1790, Pierre Cérou reconnaît dans une lettre adressée à son neveu qu’il aime la Révolution, mais qu’il craint la licence ; car la licence ne veut pas de lois, et la liberté ne peut subsister sans lois. Il sent que la Congrégation des Doctrinaires est menacée : « Si on la supprime, j’en serai fâché pour elle, pour moi, pour vous, pour tous. Quoique je veuille être despote chez moi, mon despotisme n’a rien de barbare, ni même de gênant pour ceux qui vivent sous ma domination. Ainsi, à tout événement, vous y trouverez toujours une place. Mais, souvenez-vous que, quoique votre ami, je veux toujours être le maître ».
Le décret de l'Assemblée nationale du 16 février 1790 transforme les paroisses en communes. Le premier maire de Gignac sera son neveu, Dominique Cérou.
La même année, Pierre Cérou et son neveu Joseph, frère du premier maire de Gignac, font don à l’église Saint-Martin de Gignac d'une très belle sculpture sur bois achetée à l'abbaye d'Aubazine. Elle représente le dernier repas de Jésus. Ce panneau est alors été installé devant l'autel primitif où il se trouve encore aujourd’hui.
Le 2 mai 1788, Pierre Cérou rédige son testament en faveur de sa cuisinière Marie Sellier et de son domestique L’Estrade.

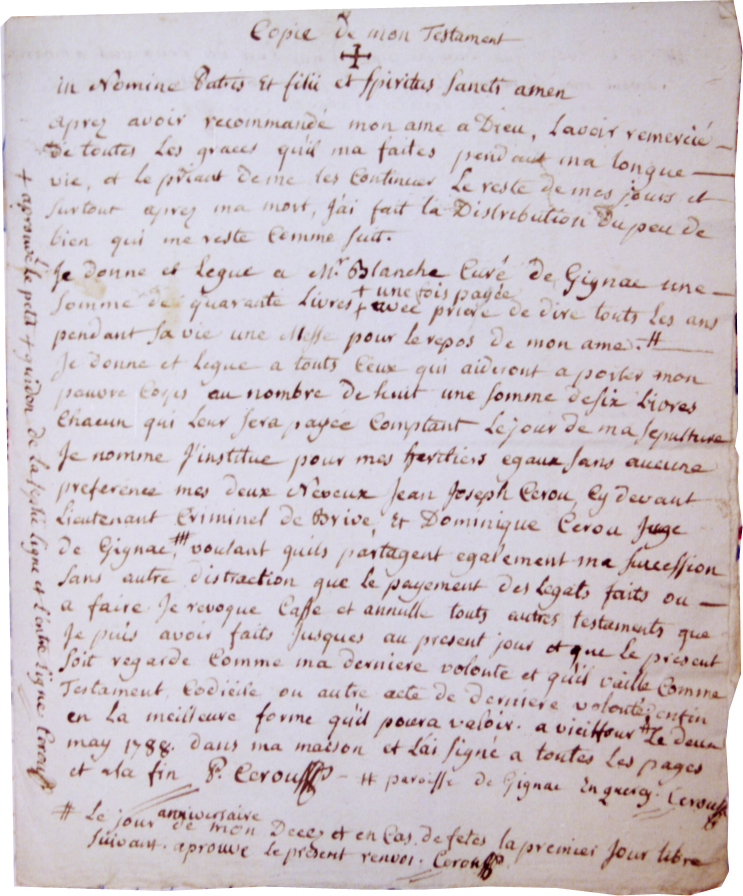
Copie du testament de Pierre Cérou (rédigée à Vielfour le 2 mai 1788)

Il écrit également :
« Je prie mes héritiers de faire distribuer 40 quartons de blé mescle aux plus pauvres de la paroisse préférant toujours les plus vieux à choses égales et de consulter pour cela M. le curé de Gignac.
Je donne et lègue à tous ceux qui aideront à porter mon pauvre corps au nombre de huit une somme de six livres chacun qui leur sera payée comptant le jour de ma sépulture ».
Son esprit profondément religieux se dévoile en particulier dans son testament qui commence en ces termes :
« In Nomine Patris et filii et Spiritus Sancti Amen.
Après avoir recommandé mon âme à Dieu, l’avoir remercié de toutes les grâces qu’il m’a faites pendant ma longue vie, et le priant de me les continuer le reste de mes jours, et surtout après ma mort, j’ai fait la distribution du peu de bien qui me reste comme suit.
Je lègue à M. Blanché Curé de Gignac une somme de 40 livres une fois payée avec prière de dire tous les ans pendant sa vie une messe pour le repos de mon âme le jour anniversaire de mon décès et en cas de fêtes le premier jour libre suivant (…) ».
Il meurt le 25 frimaire de l’an VI.

## Blasonnement
Il portait, comme son frère Jean-Joseph Cérou, médecin, Capitoul de Toulouse, puis juge de Gignac, un blason d’or à trois bandes de gueules, chargées de sept roues posées 2 et 3 et 2.

## Auteur
Pendant ses études de droit, Pierre Cerou écrit une comédie qui sera jouée en 1740.
Le 25 mars 1742, le duc de Richelieu, qui avait la passion du théâtre, fait donner deux représentations en l’honneur du Prince : Mithridate de Racine, et L’Amant auteur et valet, la comédie à succès de Pierre Cérou. Celui-ci profite de l’occasion pour aller au spectacle. Il est admis au foyer des acteurs en sa qualité d’auteur dramatique.
En 1758, Pierre Cérou a 50 ans. Il rentre en France et fait représenter à la Comédie-Française une autre pièce le 10 juillet 1758, Le Père désabusé, jouée trois fois mais, semble-t-il, jamais imprimée.

### Une œuvre très appréciée auXVIIIesiècle
Le Mercure de France de février 1740 fournit des renseignements précieux sur la Première donnée par les Comédiens Italiens le 8 février 1740 :
« Le 8, ils  donnèrent la première représentation d’une petite pièce en prose et en un Acte, intitulée l’Amant, Auteur et Valet. Elle fut bien reçue du public, et l’on en continue les représentations avec succès. Elle est de la composition de M. Cerou, et son premier ouvrage, pour le Théâtre Italien. Nous n’en donnerons ici qu’une espèce d’argument, en attendant que l’impression nous mette en état d’en parler plus au long ».

### Les représentations: un bilan flatteur

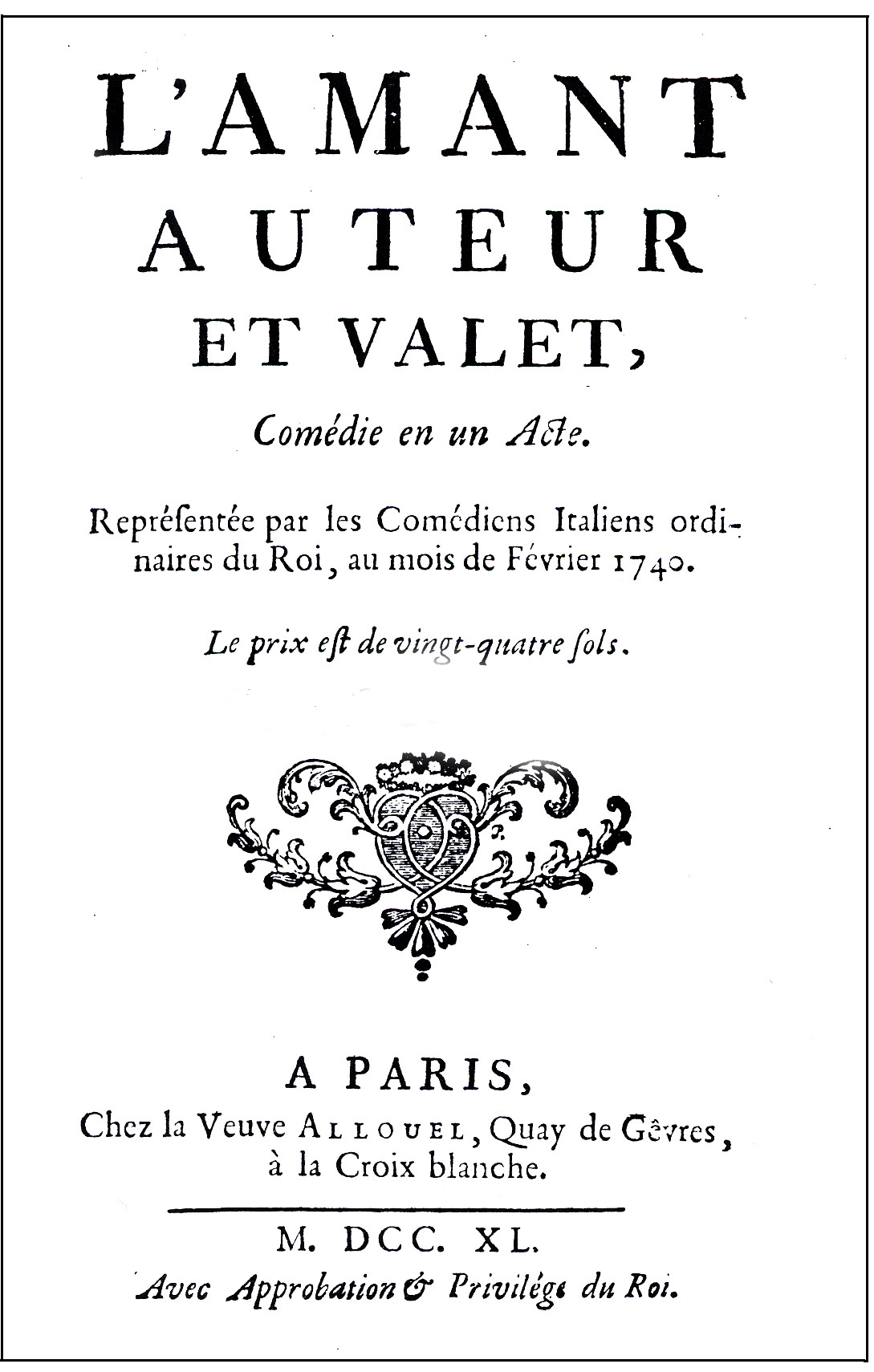
Frontispice de la 1re édition de la comédie

Cette comédie sera représentée au Théâtre des Italiens plus de deux cents fois en un demi-siècle, aussi souvent que L'Épreuve de Marivaux, jouée également pour la première fois en 1740. Ce succès est solide, comme le montrent les recettes et le nombre de spectateurs venus voir l’œuvre de Pierre Cérou. Les sept premières représentations (jouées avec Le Double Dénouement) ont attiré 3593 spectateurs et rapporté 8865 livres. En 1740 et 1741 il y eut 39 représentations publiques au Théâtre-Italien. La comédie de Pierre Cérou a été vue par 18 800 spectateurs qui ont apporté une recette totale de 41 944 livres.
Le Mercure de France écrit : « La pièce eut un succès aussi brillant que mérité, elle est restée au répertoire et reparaît de temps en temps avec applaudissements ».
Dans son Cours de littérature, La Harpe consacre à cette comédie quelques lignes.
Les représentations vont continuer au Théâtre des Italiens jusqu’en 1789.
D’autres représentations sont données à Versailles, à l’étranger ou en province :
- le 23 juillet 1776, par la Comédie-Française
- le 10 mars 1786, par les Italiens.

On a retrouvé par exemple à New York un exemplaire de l’édition d’Avignon qui comporte des indications manuscrites pour une mise en scène de la pièce.
La comédie de Pierre Cérou a été représentée à La Nouvelle-Orléans le 8 janvier 1764 lors de l’entrée en fonction du nouveau directeur général de la Louisiane, d’Abbadie. Selon Gaston Hall, cette représentation témoigne de la très large popularité dont jouissait jusqu’à la fin de l’Ancien Régime une comédie qui méritait mieux un tel succès que l’oubli dans lequel elle a sombré depuis.
Pendant la Révolution L’Amant auteur et valet est jouée le 2 juin 1791 et le 21 juillet 1791 au Théâtre d'Émulation, rue Notre-Dame de Nazareth.
Au début du XIXe siècle, cette comédie connaît encore un succès certain, comme en témoigne par exemple Henri Troyat dans son roman Le Moscovite. Après l’incendie de Moscou (septembre 1812), ayant appris la présence de comédiens français dans la ville, l’empereur a ordonné de les aider à organiser des spectacles pour le divertissement de l’armée. « (…) Pour la première représentation, l’unanimité se fit sur Le Jeu de l'amour et du hasard que l’on accompagnerait d’un acte en prose de Céron (sic) : l’Amant auteur et valet ».
Le mercredi 7 octobre 1812, ces deux pièces sont jouées dans une salle privée dépendant de l’hôtel d’un richissime seigneur russe, Pozniakoff. Henri Troyat écrit : « Blottis derrière un portant, Armand et Pauline écoutaient leurs camarades jouer l’Amant auteur et valet. D’énormes rires saluaient chaque phrase drôle. (…) La dernière réplique fut marquée par des trépignements et des battements de mains. Les acteurs saluèrent plusieurs fois et sortirent de scène, surexcités et transpirants ».
La dernière édition, dans la Suite du répertoire de la Collection des théâtres français, indique que cette pièce de théâtre était encore jouée en 1829.

### Les éditions: un succès international
La première édition date de 1740. Publiée sans nom d’auteur, elle sera suivie, de 1740 à 1829, de 28 autres éditions.
Les traductions en allemand et polonais, les représentations de la pièce à La Nouvelle-Orléans en 1764, à New York et à Londres soulignent le succès international de cette comédie en un acte.
À côté des éditions séparées, il existe des recueils dans lesquels figure l’œuvre de Pierre Cérou. L’édition de 1829 sera la dernière. Il faudra attendre un siècle et demi pour qu’une nouvelle édition voie le jour… aux États-Unis, dans le cadre de l’Université d'Exeter, en 1978.

### Un nom d’auteur qui a fluctué
La première édition de 1740 ne comporte pas de nom d’auteur. Le Mercure de France de février 1740, page 330, attribue la pièce à Pierre Cerou, mais on peut lire dans le Mercure d’avril 1740 : « On s’est trompé dans le Mercure de février p. 330 quand on a dit que la comédie nouvelle du Théâtre Italien intitulée l’Amant auteur et valet était de M. Cerou. Elle est de M. Seron, Étudiant en Droit » (page 765). En fait, la première information était la bonne.
Dans le Mercure de France d’août 1758, on relève un compte-rendu de la représentation de la deuxième comédie, Le Père désabusé, et un résumé détaillé de la pièce attribuée à M. Seroux.
Sur la couverture des exemplaires anonymes de la première édition, on trouve parfois des indications manuscrites, tantôt M. Cerou, tantôt M. Céron.
Dans des éditions postérieures on trouvera :
- Ceron (Besançon, 1764, et version allemande de 1755),
- M. Cérou (avec accent, Paris, 1786, 1787),
- M. le Chevalier de Cérou, Citoyen de Toulouse (Toulouse, 1785),
- M. le Chevalier de Cerou, Citoyen de Toulouse (Paris, 1788, Avignon, 1792).

### Une œuvre duXVIIIesiècle
Voilà donc une pièce qui mérite d’être connue, ne serait-ce qu’à cause de l’immense popularité qu’elle a connue jusqu’en 1789. Comment expliquer cette popularité ? Quels liens y a-t-il avec l’œuvre de Marivaux ? En quoi rappelle-t-elle d’autres œuvres des XVIIe et XVIIIe siècles ? Sans doute le public a-t-il pu s’inscrire dans cette illusion théâtrale parce qu’il s’est identifié aux personnages ou parce qu’il a reconnu la société dans laquelle il vivait. Pour un provincial comme Pierre Cérou, originaire d’une modeste paroisse quercynoise, la rencontre avec Paris a dû être l’objet de découvertes et de surprises. Sa parfaite intégration dans un monde si différent de celui qu’on pouvait rencontrer à Gignac ou Brive prouve combien il a été clairvoyant au point de donner de la société du XVIIIe siècle une image dans laquelle les spectateurs se sont reconnus.

### Des éléments typiques duSiècle des Lumières
On rencontre dans la comédie un badinage élégant, dans un style proche de celui de Marivaux, peut-être plus naturel. Cérou, comme Marivaux, réussit à concilier, d’une part, les tendances réalistes et engagées et, d’autre part, le côté romanesque et féerique. Il y a dans cette œuvre une peinture du réel évidente, des milieux reconnaissables, une subtile critique de l’organisation sociale contemporaine.
On y trouve aussi des thèmes récurrents dans le théâtre du XVIIe et du XVIIIe siècle, des archétypes :
- l’amour d’une princesse pour un prince (thème du sentiment amoureux),
- l’idée chevaleresque d’une épreuve qui rend digne de l’amour réel,
- une représentation de la vie quotidienne lisible par les spectateurs (palais enchanté dans lequel la jeune femme ressemble à celles rencontrées dans la vie de tous les jours).

### Les lieux
La scène est à Paris, chez Lucinde, nous dit Pierre Cérou, très probablement dans une salle de la maison, et non dans une maison de campagne ou dans un jardin, comme c’est souvent le cas chez Marivaux.
Un deuxième lieu est largement évoqué dans la pièce : l’Amérique, plus précisément le Canada. L’exotisme et le thème du Bon sauvage sont des sujets récurrents dans la littérature du XVIIIe siècle. En ce sens, la pièce est bien ancrée dans son époque et répond au goût du public.
« Je viens d’un pays où l’on dit bonnement sa pensée. Il semble qu’on respire encore, dans cet heureux climat, un air de cette franchise, et de cette droiture naturelle aux Sauvages ; mais surtout, en fait d’amour. On se voit, on s’aime, on se le dit ; si l’on se convient, on s’épouse ». (Mondor, scène VI)
On retrouve dans ces propos le thème du bon sauvage : l’absence d’hypocrisie et la sincérité en usage dans cette Amérique-là devaient faire rêver le public.

### Les éléments du comique
La pièce repose sur des propos burlesques (Frontin, scènes X et XI), des situations et des répliques drôles, beaucoup d’humour, en somme tout ce qu’il faut pour entraîner le rire ou le sourire du spectateur.
Des contrastes vont favoriser les situations comiques :
- Éraste est jeune, Mondor a 60 ans, et ils sont rivaux.
- Lucinde et Lisette sont rivales.
- Tout oppose les écrivains Eraste et Frontin.
- L’artiste Éraste, poète et romancier, va chez un imprimeur, le commerçant Mondor va chez son banquier.

### Sentences sur l’amour, le mariage et le bonheur

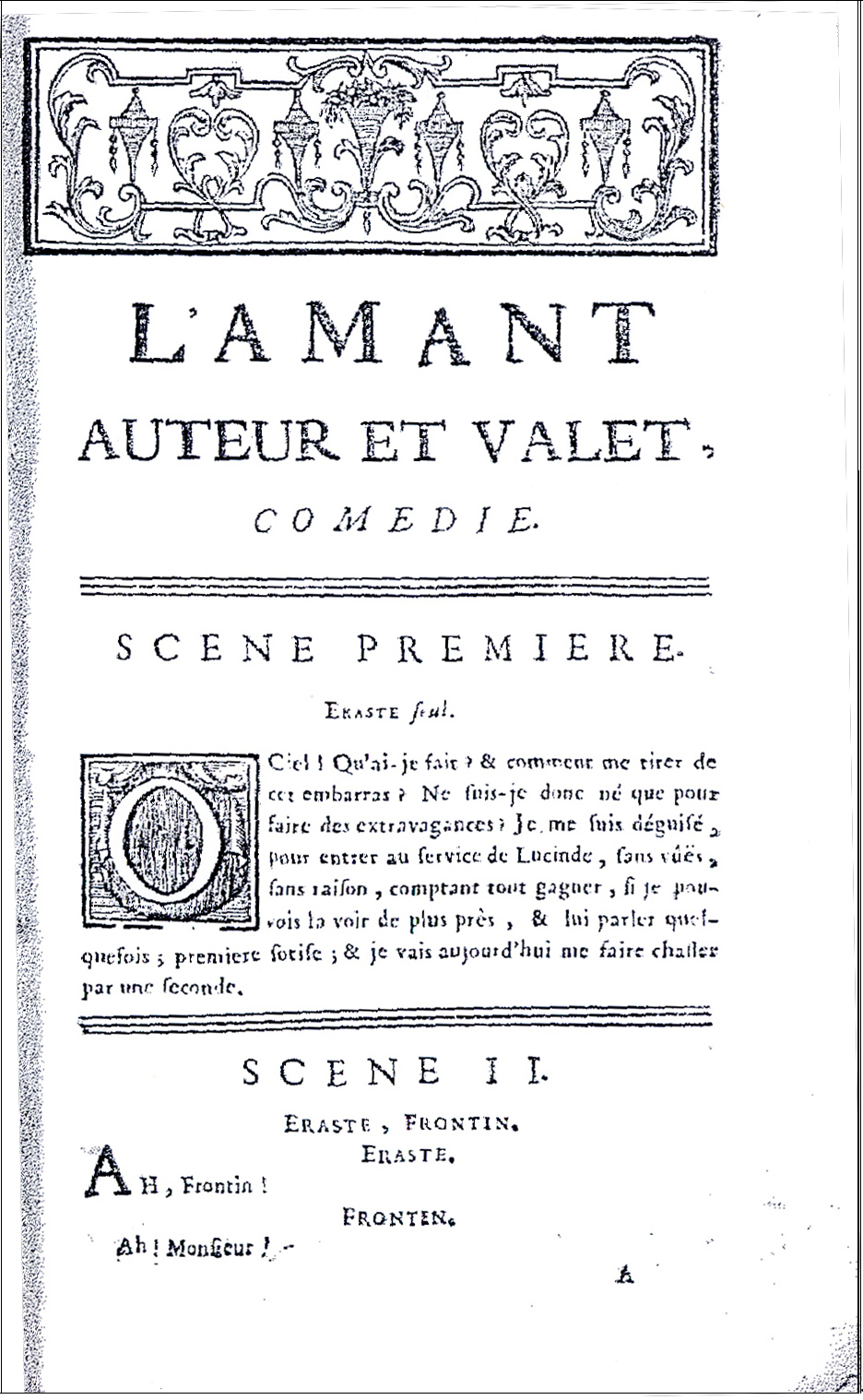
Première page de la comédie

L’humour et la drôlerie alternent avec les remarques sérieuses, parfois sentencieuses. Les personnages sont à la recherche du bonheur. Le sentiment amoureux ne fait pas disparaître la raison. On a un va-et-vient incessant de l’un à l’autre. Les divers personnages portent des jugements lucides sur la vie. Ils restent clairvoyants malgré la passion qui les anime.
Quelques exemples :
L’objet aimé nous frappe toujours d’illusion et l’on doit excuser les yeux que l’on éblouit (Lisette).
Croyez-moi, les femmes ne sont jamais sincèrement fâchées des folies que l’amour nous fait faire pour elles (Frontin).
L’amour ne donne pas le talent de deviner (Mondor).
La bouche est rarement l’interprète du cœur (Lucinde).
Ce sont ordinairement les mauvaises manières qui détruisent l’amour entre les époux, et par conséquent, les bonnes doivent le faire naître (Mondor).
Un mari est trop heureux quand on ne le trouve pas insupportable (Mondor).
Les richesses sont une faible ressource contre les chagrins domestiques, et une triste consolation des malheurs attachés à un mariage mal assorti (Eraste).
Un mari vieux est ordinairement un mari jaloux. Tout lui est suspect jusqu’aux attentions d’une chaste épouse (Eraste).
Avec un mari jeune et tendre, on trouve un ami dans la société, un consolateur dans ses peines, un amant dans le sein même du mariage : il fait son unique affaire de vos plaisirs, parce que vos plaisirs sont les siens (Eraste).
Mes parents ne sont pas riches, mais ils coulent des jours paisibles dans cet heureux état de médiocrité où la fortune est trop bornée pour inspirer de vains désirs, et où les désirs sont trop modérés pour souhaiter une plus grande fortune, déclare Eraste. Et Lucinde de répondre : Voilà l’état du vrai sage.
Voilà une œuvre à découvrir. En 1769, Jullien écrivait : « Cette pièce charmante eut un succès aussi brillant que mérité, ce qui aurait dû engager M. le Chevalier de Cerou à travailler pour en obtenir de nouveau ; c’est cependant la seule pièce que cet Auteur ait donnée au Théâtre ».

### Reconnaissance posthume
Malgré le succès, malgré des éloges flatteurs, Pierre Cérou sombre dans un oubli total au moment de la bataille d’Hernani. Il faut attendre un siècle et demi avant que les Américains remettent en lumière la comédie de cet illustre Gignacois. En 1978, H. Gaston Hall, de l’Université d’Exeter, parle d’un « petit chef-d’œuvre qui mérite bien de reparaître à la Comédie-Française, où l’on ne dispose guère de levers de rideau mieux faits ou plus beaux. (…) La pièce mérite d’être connue de nos collègues dix-huitiémistes et historiens du théâtre ».
En France, il faut patienter encore trois décennies avant que l’œuvre de Pierre Cérou ne soit publiée. Enfin les étudiants, les spécialistes du XVIIIe siècle et les Lotois vont pouvoir découvrir un auteur dont le renom a largement dépassé les frontières de la France.
On relève dans une interview d'Elisabeth Badinter, philosophe et historienne, après la parution de son livre "Je meurs d’amour pour toi" (Lettres à l’archiduchesse Marie-Christine – 1760-1763 d’Isabelle de Bourbon-Parme): "Avant de profiter de l’enseignement de Auguste de Keralio, qui l’a initiée à l’art militaire et à la stratégie, elle fut éduquée par Pierre Cérou, un homme fort cultivé qui lui donna le goût de la connaissance. On prétend que si Joseph II a modernisé l’armée autrichienne, c’est après avoir lu le traité d’Isabelle sur la politique et les armées. Dans son for intérieur, elle s’apprête à être impératrice d’Autriche. Elle ne sait pas encore que la variole l’emportera si tôt, à vingt-deux ans."  

## Sources

### Sources primaires
- Mercure de France
- Archives départementales du Lot, acte de donation (2 juin 1785)
- Archives communales de Gignac Lot, registres paroissiaux (baptême, décès) et registres des délibérations municipales
- Archives privées